# Lynett (militär)

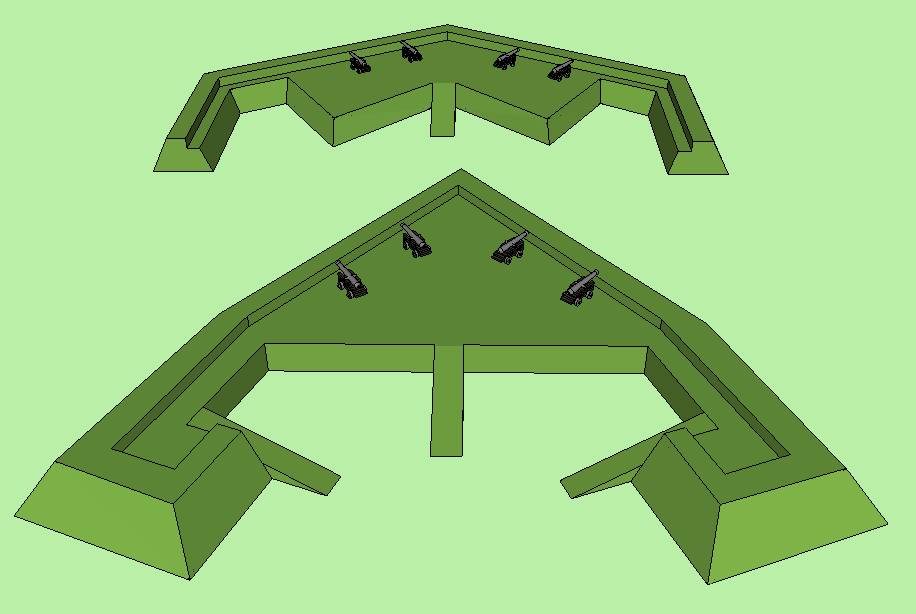
Två tecknade exempel på lynetter, överst en grund, och nederst en djup variant. Båda typerna har kanonplattform i spetsen samt öppen bakkant.

Lynett, eller lunett, (fr. liten måne) är ett större, kraftigare, öppet försvarsverk, vanligen fritt liggande (detacherat) utanverk till en bastionsfästning. Lynetten har ofta tillbakaböjda faser, flanker samt grav med murade sidor, och är tillsammans med den vanligen fyrkantiga redutten, de utanverk som ligger längst bort från fästningen.

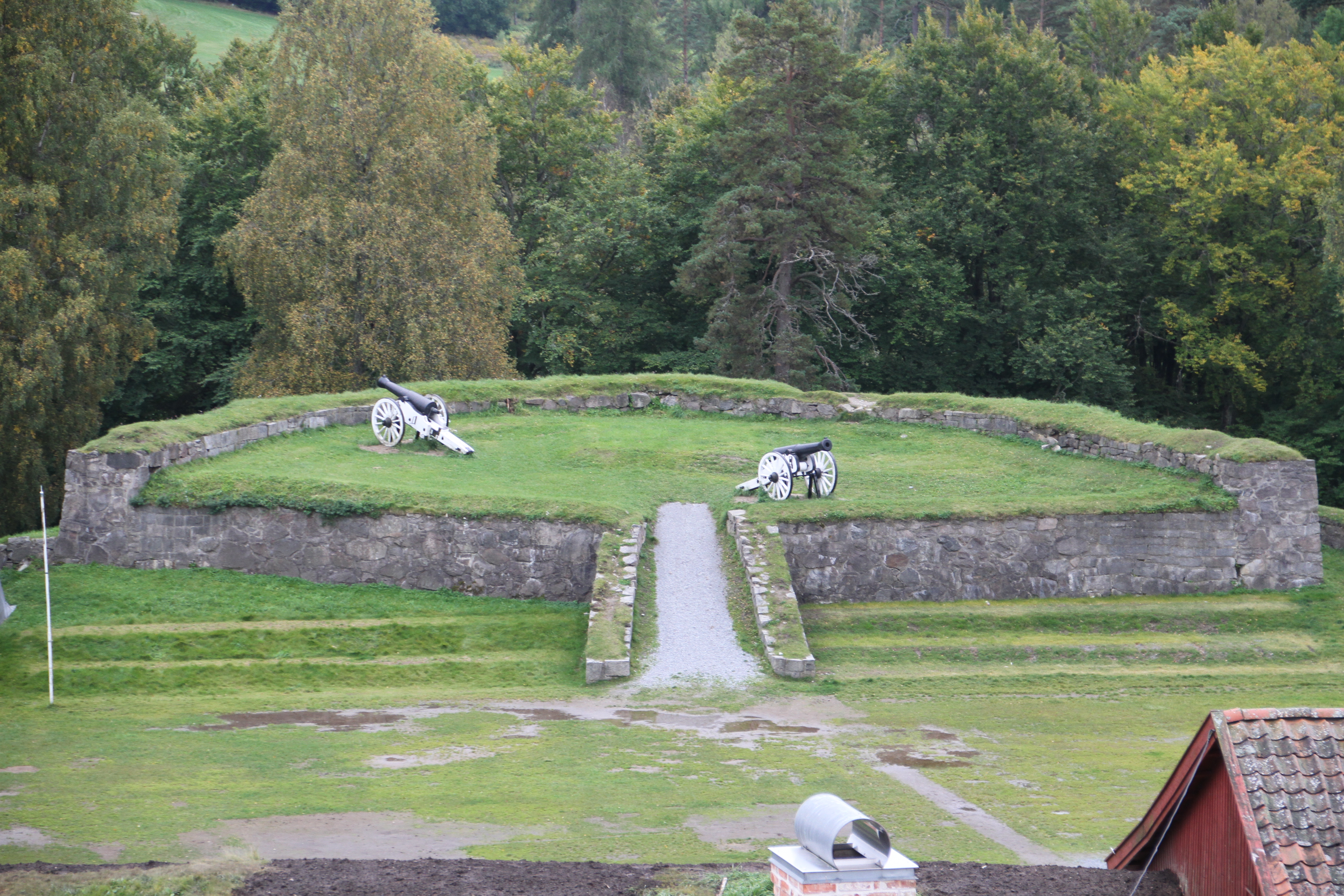
Lynett som utanverk av tidig, halvmånformad typ på Fredrikstens fästning, Halden, Norge.
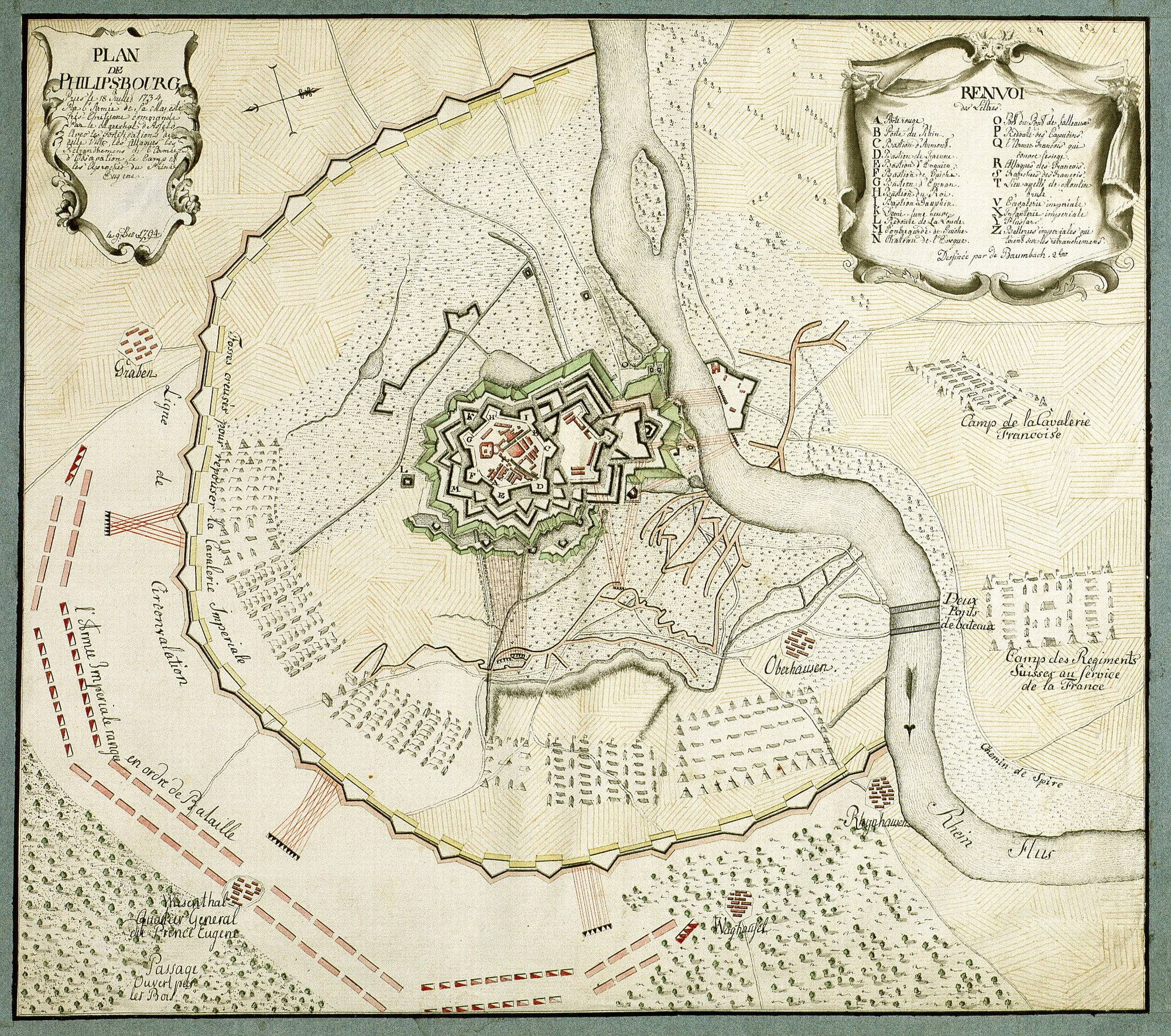
Belägringen av den tyska fästningen Philippsburg 1734, där en ring av fristående lynetter i bildens mitt, är under anfall av franska trupper.
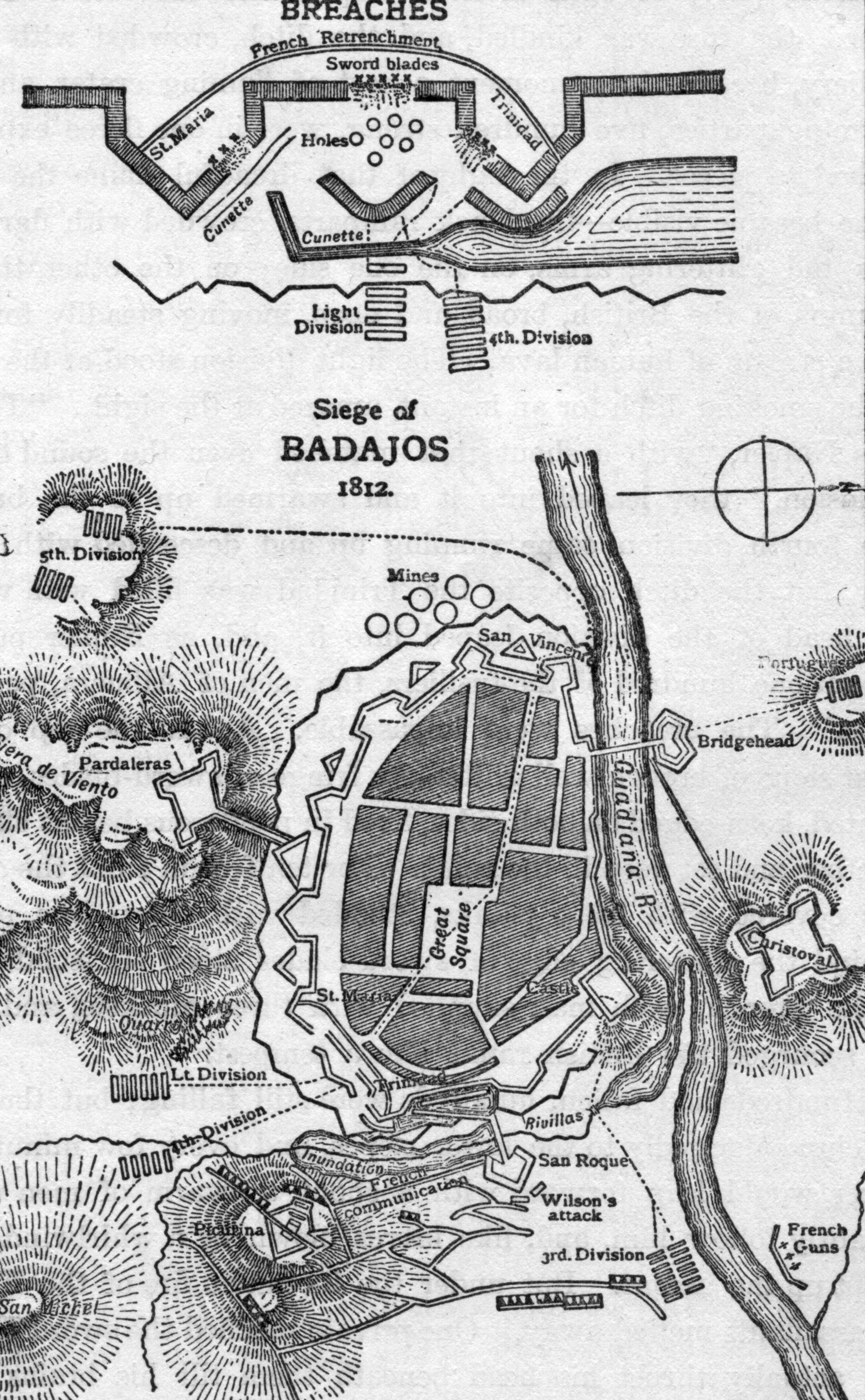
Belägringen av den av franska trupper hållna spanska staden Badajos 1812. Den till fästningen anslutna lynetten San Roque, i bildens nederkant, är under anfall från engelska trupper.
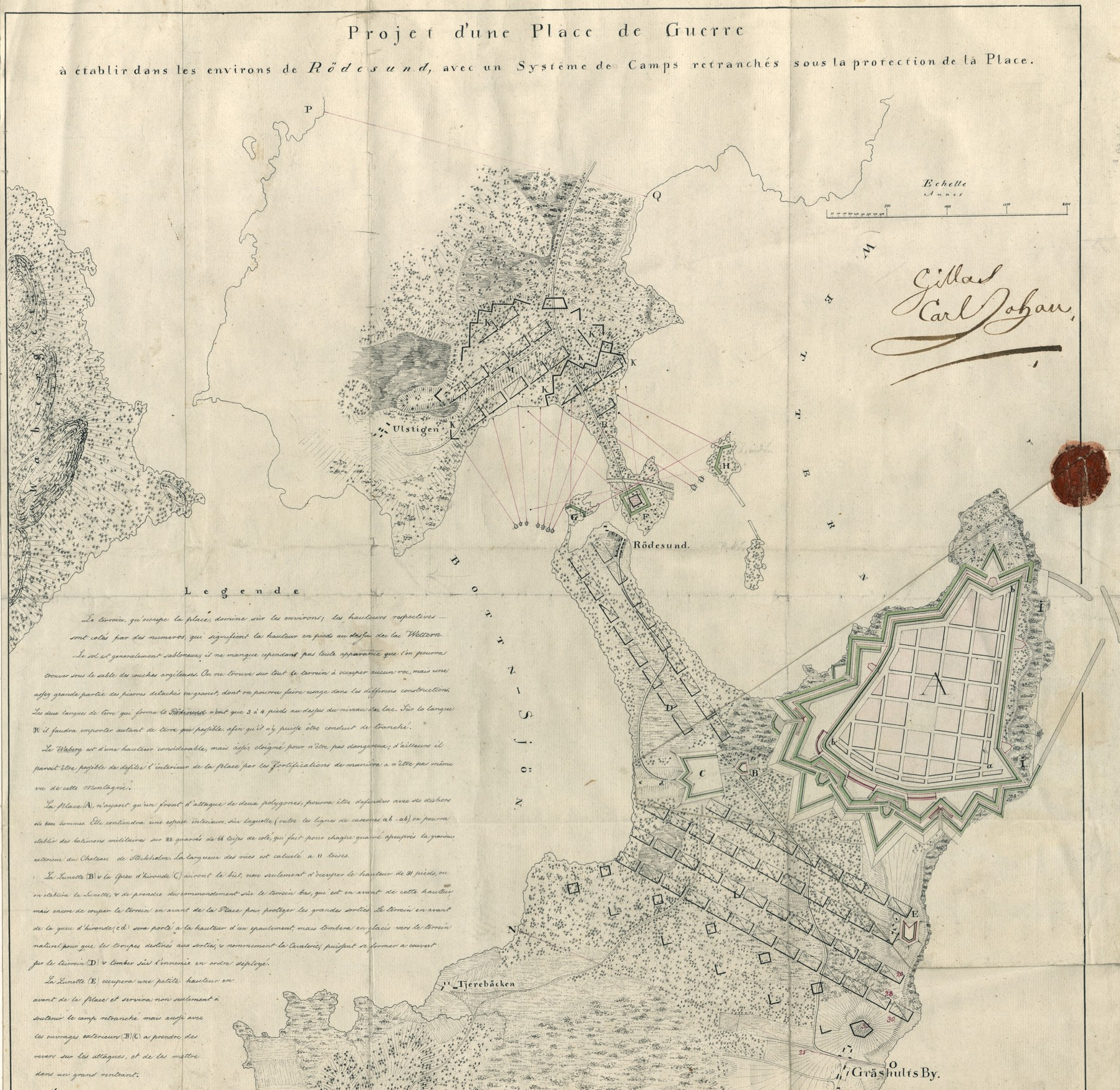
Lynetter (B och E) på den av Karl XIV Johan "gillade" ursprungliga projektplanen för Karlsborgs fästning 1819.
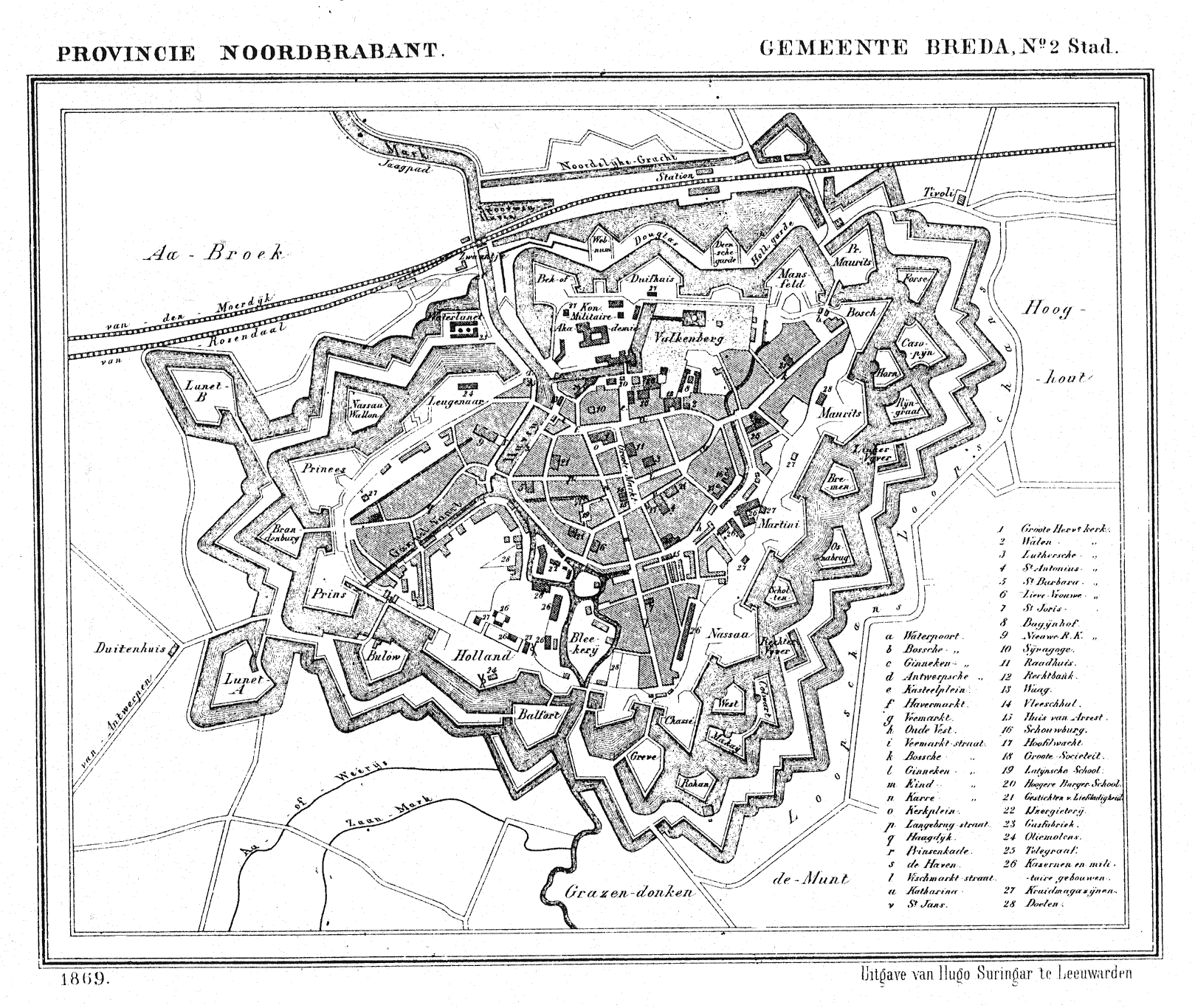
Den nederländska staden Breda med två lynetter, byggda på 1840-talet, som utanverk längst till vänster.
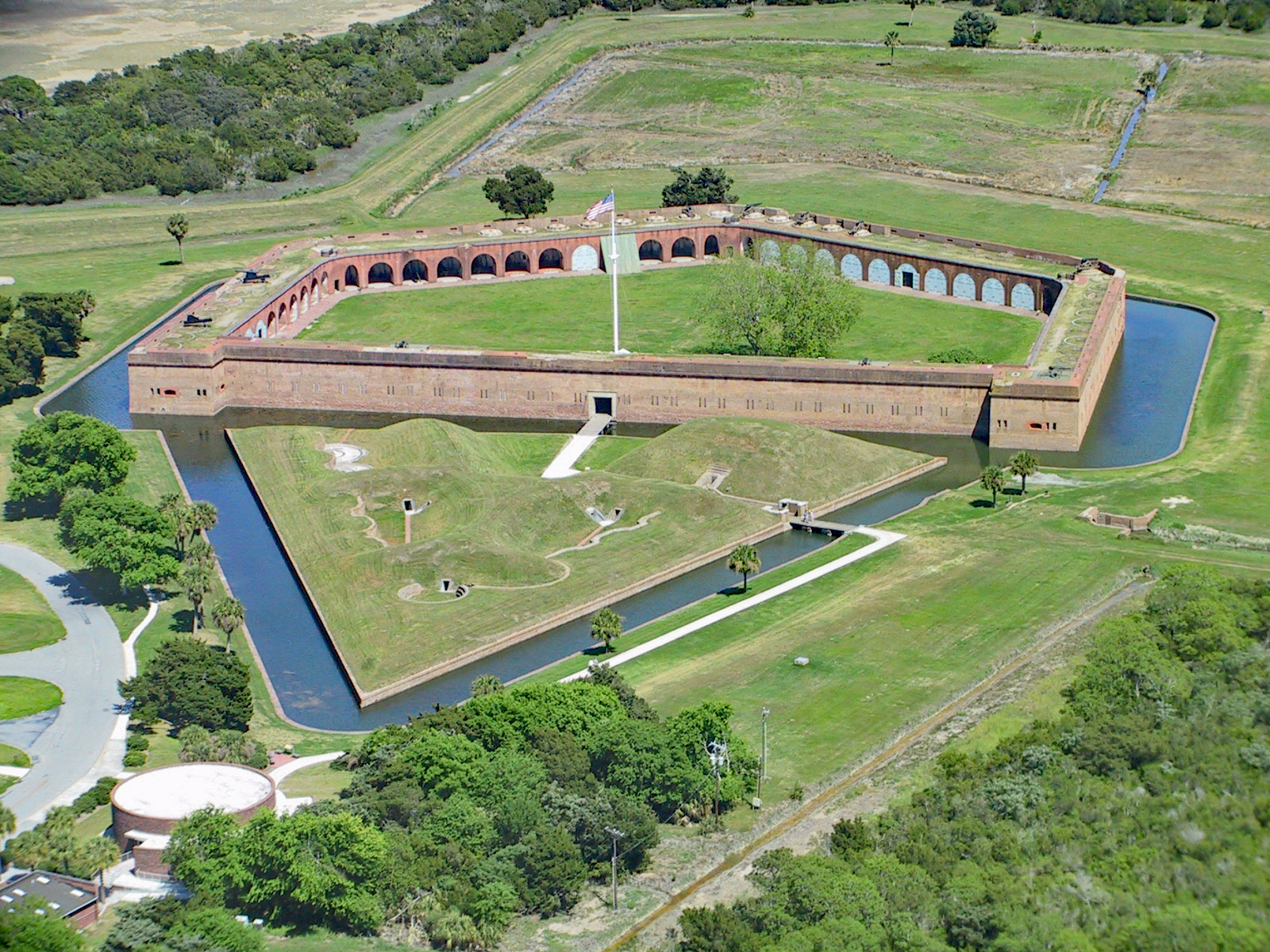
Amerikanska Fort Pulaski, Savannah, Georgia, byggd som fritt liggande lynett. Erövrad av nordstaterna år 1862 efter 30 timmars beskjutning med det nya vapnet - kanoner med räfflat lopp.
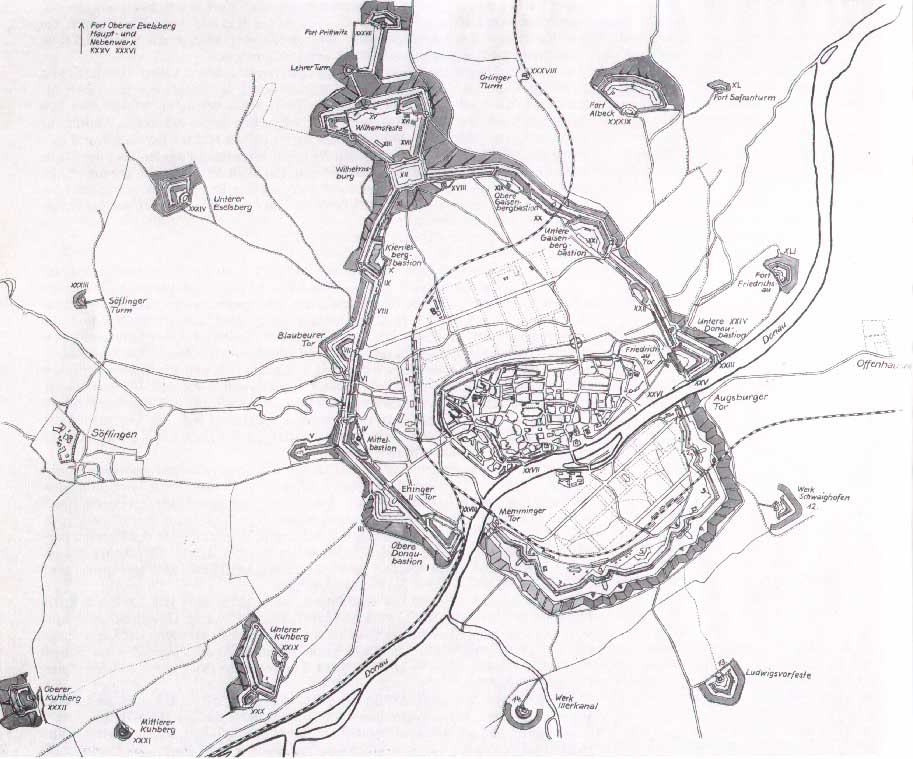
Tyska stadsfästningen Ulm cirka 1870, med en yttre ring av mindre fort, några som lynetter.
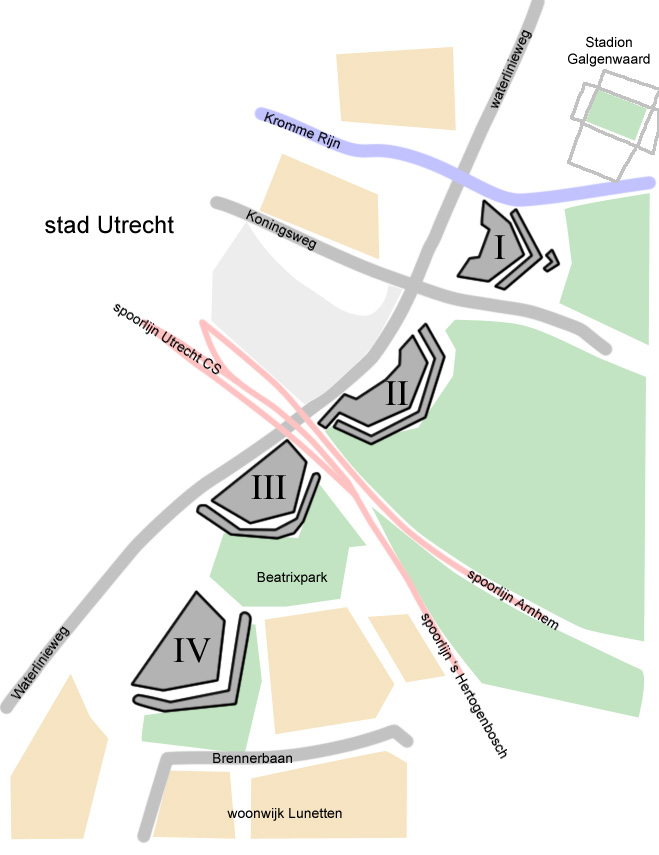
Fyra lynetter, byggda på 1820-talet, utgör en del av försvarslinjen runt staden Utrecht, Nederländerna. Lynetterna moderniserades på 1930-talet till slutna betongfort, och användes militärt in på 1950-talet.